# Струны (сериал)
«Стру́ны» — российский музыкальный сериал о студентах-виолончелистах Академии имени Гнесиных и их педагоге. Производством проекта занималась компания «Спутник Восток Продакшн» (1 сезон) и «Вижн репаблик» (2 сезон) при финансовой поддержке Института развития интернета.
Премьера двух первых серий состоялась 28 октября 2021 года в онлайн-кинотеатре «КиноПоиск HD» и Wink. Новые серии размещались еженедельно по четвергам.
15 апреля 2022 года сериал официально был продлён на второй сезон.
Премьера второго сезона состоялась в онлайн-кинотеатрах Wink и «Кинопоиск» 25 января 2024 года. Новые серии размещались еженедельно по четвергам.
5 марта 2024 года стало известно, что второй сезон станет заключительным. Финальная серия была выложена 14 марта 2024 года.

## Сюжет
Четверо студентов-виолончелистов Академии имени Гнесиных остаются без шефа. Ректор Роза Маратовна решает пригласить на эту должность выпускника, всемирно известного музыканта Константина Багрицкого. Он начинает готовить ребят к Международному конкурсу имени Чайковского.

## Актёры и роли

### В главных ролях
| Актёр                       | Роль |
| --------------------------- | --- |
| Ева Инденбаум               | Марго Доникян |
| Олег Отс                    | Олег Ремизов |
| Фёдор Левин                 | Марк Сергеевич Соловей |
| Алина Рачковская            | Наташа Ляпина |
| Артём Ткаченко              | Константин Александрович Багрицкий                                                                                         |
| Анна Богомолова (с 4 серии) | Кристина PR-директор (1 сезон), продюсер (2 сезон) квартета «Струны», жена Владимира Огафонова (1 сезон), влюблена в Марка |
| Денис Донской (с 13 серии)  | Слава Образцов старший брат Филиппа                                                                                        |
| Майя Мальцева (с 13 серии)  | Алиса блогер |

### В ролях
| Актёр                                          | Роль                                                                               |
| ---------------------------------------------- | ---------------------------------------------------------------------------------- |
| Елена Сафонова                                 | Роза Маратовна ректор Академии имени Гнесиных                                      |
| Светлана Тома                                  | Инесса Павловна бабушка Олега                                                      |
| Александра Леднёва (5-7, 9, 11, 13-20 серии)   | Соня Картушина балерина, подруга детства Олега                                     |
| Сергей Набирухин (4, 5, 10, 19 серии)          | дедушка Олега                                                                      |
| Арам Бабаджанян (1-4, 6, 9, 11, 12 серии)      | Армен Доникян папа Марго                                                           |
| Дарья Ловать (2-6, 12 серии)                   | Рита музыкальный педагог                                                           |
| Леонид Кутсар (2-6, 8, 9 серии)                | Семён папа Наташи, звукорежиссёр                                                   |
| Ирина Яковлева (1, 2, 5 серии)                 | мама Марго                                                                         |
| Арман Умршатян (1, 6, 7, 9, 10 серии)          | Давид Гаспарян владелец Future Group                                               |
| Виктор Хоркин (1 серия)                        | Виктор Алексеевич музыкальный педагог                                              |
| Ольга Редько (2, 10 серия)                     | мама Марка                                                                         |
| Владимир Бутенко (2, 10 серия)                 | папа Марка                                                                         |
| Максим Фесенко (4 серия)                       | Мелкий хакер, приятель Марка                                                       |
| Оксана Дорохина (4, 9 серия)                   | мама Наташи                                                                        |
| Александр Гаврилин (5, 6 серии)                | врач Константина Багрицкого                                                        |
| Владимир Ляхов (5 серия)                       | Андрей агент Константина Багрицкого                                                |
| Михаил Сафронов (7, 8 серии)                   | Владимир Степанович Огафонов предприниматель, управленец, миллиардер, муж Кристины |
| Сергей Тактаров (13, 16, 17, 19, 20 серии)     | Никита Федотов музыкальный продюсер                                                |
| Валентина Лосовская (15, 16, 17, 18, 19 серии) | Анна Николаевна мама Олега, певица                                                 |
| Вера Майорова (16, 18, 20 серии)               | Альбина Францевна Соколовская ранее популярная певица                              |
| Данила Батуркин (17, 19, 20 серии)             | Филипп Образцов младший брат Славы                                                 |

### Приглашённые звёзды
| Актёр                          | Роль  |
| ------------------------------ | ----- |
| Александра Лукьянова (9 серия) | камео |
| Слава КПСС (10 серия)          | камео |

## Список сезонов
| Сезон | Сезон | Серии | Период трансляции           |
| ----- | ----- | ----- | --------------------------- |
|       | 1     | 12    | 28 октября — 23 ноября 2021 |
|       | 2     | 8     | 25 января — 14 марта 2024   |

### Сезон 1
| № серии | Описание серии | Премьера        |
| ------- | --- | --------------- |
| 1       | Музыкальная карьера виолончелиста Багрицкого пошла на спад, и он становится преподавателем. В него влюбляется студентка Наташа.   | 28 октября 2021 |
| 2       | Студенты готовятся к конкурсу Чайковского. В жизни Наташи появляется отец-звукорежиссёр, который бросил её много лет назад.       | 28 октября 2021 |
| 3       | Ученица Багрицкого Марго уходит из дома и пытается заработать. Отличник Олег хочет доказать, что достоин внимания учителя.        | 31 октября 2021 |
| 4       | Отец Наташи предлагает студентам стать продюсером их струнного квартета. Музыкантам приходится искать деньги на съёмки клипа.     | 31 октября 2021 |
| 5       | Багрицкий тяжело болен, лекарства не помогают. Он предлагает Наташе выступить вместо него на благотворительном мероприятии.       | 4 ноября 2021   |
| 6       | Вся академия узнаёт о романе Наташи с Багрицким. Подруга детства Соня делает Олегу неожиданное предложение.                       | 4 ноября 2021   |
| 7       | Поклонник Марго организует квартету выступление на свадьбе. Наташа начинает догадываться, что Багрицкий нездоров.                 | 11 ноября 2021  |
| 8       | Менеджером квартета становится Кристина, девушка одного из музыкантов — Марка. Марго и Олег понимают, что влюблены друг в друга.  | 11 ноября 2021  |
| 9       | Багрицкий признаётся Наташе, почему перестал играть. Квартет репетирует в новой студии, а Кристина занимается его пиаром.         | 18 ноября 2021  |
| 10      | Известный рэпер предлагает квартету совместный проект. Бабушка Олега категорически против его отношений с Марго.                  | 18 ноября 2021  |
| 11      | Марк списывает со счетов блогера-мошенника все деньги, рискуя своей безопасностью. Багрицкий попадает в психиатрическую больницу. | 23 ноября 2021  |
| 12      | Марк задержан и ждёт суда. Марго выступает с перформансом, Наташа и Олег готовятся играть в первом туре конкурса Чайковского.     | 23 ноября 2021  |

### Сезон 2
| № серии | Описание серии | Премьера        |
| ------- | -------------- | --------------- |
| 1 (13)  |                | 25 января 2024  |
| 2 (14)  |                | 1 февраля 2024  |
| 3 (15)  |                | 8 февраля 2024  |
| 4 (16)  |                | 15 февраля 2024 |
| 5 (17)  |                | 22 февраля 2024 |
| 6 (18)  |                | 29 февраля 2024 |
| 7 (19)  |                | 7 марта 2024    |
| 8 (20)  |                | 14 марта 2024   |

## Саундтрек
| Исполнитель                 | Название композиции          |
| --------------------------- | ---------------------------- |
| «Моя Мишель»                | Ты и музыка                  |
| Ваня Дмитриенко             | Вечно молодым                |
| Slame & Зомб                | Больше ни слова              |
| Слава КПСС                  | Солнце                       |
| Kaleo                       | Brother Run Fast             |
| Damien Rice                 | It Takes a Lot to Know a Man |
| Laurent Cuenca              | Inspirational Step Music     |
| Edgar Borsich, Ulrich Rassy | Belas Dance                  |
| Monatik                     | Кружит                       |
| Дарья Ловать                | Рита                         |
| Onyay Pheori                | Banshee                      |
| Maruv                       | Focus On Me                  |
|                             | Rich Bitch                   |
| James Moody                 | Cat's Cradle                 |
| Brunettes Shoot Blondes     | Tomorrow                     |
| «Альянс»                    | На заре                      |
| Муслим Магомаев             | Королева красоты             |
| ESMI                        | Москва                       |
| ELNAYA                      | Трудные взрослые             |
| Юлианна Караулова           | Сильная                      |
| Тимати feat. Natan          | Дерзкая                      |
| BUDNI                       | Мастер М.                    |
|                             | DOL                          |
| «Горчица»                   | Поливай                      |
| DAYRA                       | Бейби                        |
| ANSE                        | Нарисую красным              |

## Фестивали
Впервые сериал был представлен 11 сентября 2021 года на внеконкурсной программе «Самые ожидаемые проекты» на III российском фестивале сериалов «Пилот» в Иваново.
16 сентября 2021 года сериал стал финалистом секции музыкальных проектов форума Conecta Fiction в Испании. Музыкальная драма будет представлена в конце октября на крупнейшем рынке развлекательного и музыкального контента BIME PRO наряду с двумя другими финалистами конкурса из Мексики и Испании.